# برندون بارنز
برندون بارنز (به انگلیسی: Brandon Barnes) نوازنده درامز گروه پانک راک رایز اگنست می‌باشد. در سال ۱۹۹۳ به گروه "پینهد سیرکاس" پیوست، تا اینکه در اواخر ۱۹۹۹ وارد گروه پانک راک رایز اگنست شد.